# Șerbănești, Vrancea
Șerbănești este satul de reședință al comunei Corbița din județul Vrancea, Moldova, România. Se află în partea de nord-est a județului,  în Colinele Tutovei.
 Acest articol despre o localitate din județul Vrancea este deocamdată un ciot. Puteți ajuta Wikipedia prin completarea lui.